# James McSweeney
James McSweeney (nacido el 24 de octubre de 1980) es un kickboxer y artista marcial mixto retirado británico. Profesional desde 2005, McSweeney es mejor conocido por ser miembro del elenco de The Ultimate Fighter: Heavyweights de Spike TV y competir en la UFC, pero también ha competido en importantes promociones europeas como KSW, Cage Rage y BAMMA .

## Fondo
Nacido en Londres de padre irlandés y madre norirlandesa, McSweeney comenzó a practicar kickboxing en Inglaterra cuando tenía seis años. A los 18 años, terminó la escuela y se mudó a Ámsterdam para entrenar a tiempo completo en kickboxing holandés. Se unió al gimnasio de Lucien Carbin, donde entre sus compañeros de equipo y sparring se encontraban Alistair Overeem, Valentijn Overeem y Tyrone Spong . McSweeney, un consumado luchador de kickboxing y muay thai, ganó numerosos títulos británicos, holandeses, europeos y mundiales. 

## Carrera de artes marciales mixtas
En 2006, McSweeney pasó a las artes marciales mixtas y se mudó con el entrenador de The Ultimate Fighter, Rashad Evans . Los dos rápidamente entablaron un vínculo después de que McSweeney ayudó a preparar a Evans para su pelea contra Forrest Griffin en diciembre de 2008. Mientras entrenaba para su pelea contra Travis Browne, McSweeney cambió su campamento de Jackson's Submission Fighting en Albuquerque, Nuevo México al Grudge Training Center en Denver, Colorado, para entrenar a tiempo completo junto con sus compañeros competidores de UFC Shane Carwin, Brendan Schaub y Nate Marquardt . McSweeney se mudó recientemente del Grudge Training Centre para regresar a la tutela de la leyenda europea del muay thai Lucien Carbin y abrir su propio gimnasio, Sledgehammer MMA, en Kent, Inglaterra .
McSweeney estuvo en The Ultimate Fighter: Heavyweights peleando junto al equipo Rashad. McSweeney fue la primera elección general y luchó en el segundo episodio del programa contra Wes Shivers, derrotándolo por decisión mayoritaria. McSweeney pasó a la siguiente ronda del torneo, peleando contra su compañero de equipo, Matt Mitrione . McSweeney ganó por estrangulamiento de guillotina en el primer asalto. En las semifinales, McSweeney perdió contra el ex campeón de peso pesado de la IFL Roy Nelson por nocaut técnico después de quedar atrapado en la posición de crucifijo.
McSweeney recibió otra oportunidad en UFC a pesar de perder en The Ultimate Fighter . Peleó contra Darrill Schoonover en la cartelera The Ultimate Fighter: Heavyweights Finale en Las Vegas, Nevada, el 5 de diciembre, ganando por nocaut técnico en el tercer asalto.
McSweeney hizo su segunda aparición en UFC en la cartelera preliminar final de The Ultimate Fighter: Team Liddell vs. Team Ortiz, peleando contra el recién llegado invicto Travis Browne . La pelea terminó con una victoria por nocaut técnico para Browne debido a los golpes a los 4:32 del primer asalto. McSweeney afirma que lo golpearon con codazos ilegales y trató brevemente de apelar la derrota.  McSweeney luego decidió no apelar y concentrarse en su próxima pelea. 
McSweeney was to drop to the Light Heavyweight division at UFC 120 to fight Tom Blackledge. However, McSweeney would instead face Fábio Maldonado after Blackledge was forced to pull out of the bout. McSweeney lost the bout in the third round via TKO due to punches.
A partir del 20 de enero de 2011, las conversaciones en la cuenta de Twitter de McSweeney indicaron claramente que ya no formaba parte de la UFC. 

### Promociones independientes
McSweeney perdió por decisión unánime ante el ex campeón de peso pesado de UFC Ricco Rodríguez en BAMMA 5: Daley vs Shirai el 26 de febrero de 2011. Luego sufrió otra derrota ante el as de las sumisiones Francisco France en abril de 2011 en un evento de Crowbar MMA.  Peleando el 22 de julio de 2011, Mcsweeney derrotó a Lee Mein por nocaut técnico (puñetazos) en el primer asalto.  El 20 de agosto de 2011, McSweeney derrotó a Sam Brown por sumisión (barra de brazo) en la primera ronda.
McSweeney se enfrentó al ex campeón de peso semipesado de MFC, Emanuel Newton, en Superior Cage Combat 3.  Perdió por sumisión en el primer asalto.
McSweeney se enfrentó a su compañero veterano de UFC Paul Buentello en una pelea de peso semipesado el 23 de agosto de 2013 en Legacy Fighting Championship 22.  Perdió la pelea por nocaut técnico en el segundo asalto.

### Campeonato de lucha ONE
En 2014, McSweeney firmó con la promoción asiática ONE Championship . Se enfrentó a Chris Lokteff en su debut en ONE Fighting Championship: Rise of Heroes en mayo y ganó por KO debido a una rodilla voladora en la primera ronda.
En su segunda pelea por la promoción, McSweeney se enfrentó a Cristiano Kaminishi en ONE FC: Reign of Champions en agosto. Ganó nuevamente la pelea por KO en el primer asalto.
Para su tercera pelea con la promoción, McSweeney se enfrentó a Roger Gracie en ONE FC 23: Warrior's Way en diciembre.  Perdió la pelea por nocaut técnico en el tercer asalto.

### KSW
Se esperaba que McSweeney se enfrentara al prospecto polaco Michal Andryszak en KSW 45 el 6 de octubre de 2018.  Sin embargo, Andryszak fue retirado del evento debido a una lesión y fue reemplazado por Thiago Silva .  McSweeney perdió la pelea por decisión unánime.
McSweeney se enfrentó a Hatef Moeil en Mix Fight Championship 26 el 22 de junio de 2019, perdiendo la pelea por nocaut técnico en la primera ronda.  En septiembre de 2021, McSweeney anunció que se había retirado de la competición de artes marciales mixtas para continuar su carrera de kickboxing. 

## Carrera de kickboxing
Habiendo ya peleado en numerosos combates de kickboxing durante su carrera, McSweeney firmó con Glory en septiembre de 2021.  Estaba previsto que se enfrentara a Antonio Plazibat en Glory: Collision 3 el 23 de octubre de 2021. Sin embargo, Plazibat fue reemplazado por Gökhan Saki después de que Plazibat reemplazó a Jamal Ben Saddik contra Benjamin Adegbuyi. McSweeney perdió por nocaut en el segundo asalto mediante patadas en las piernas.   
En diciembre de 2022, McSweeney derrotó a Bugra Erdogan para ganar el Campeonato Peso Pesado de Mix Fight. El evento tuvo lugar en Frankfurt, Alemania.
Se esperaba que McSweeney se enfrentara a Badr Hari en el evento principal de Glory 88 el 9 de septiembre de 2023.   La pelea fue cancelada porque Hari se retiró de la pelea. 
En 2024, McSweeney se retiró del kickboxing.

## Vida personal
McSweeney está casado y tiene una hija. Residen en Rockwall, Texas . Es un ex guardia de seguridad.  El 15 de agosto de 2012, detuvo un intento de robo en una tienda de conveniencia en Las Vegas al someter a un hombre armado con un cuchillo. 

## Campeonatos y logros

### Kickboxing
- Campeonato de lucha mixta
  - Campeón de peso pesado de lucha mixta (una vez, actual)

## Boxeo a puño limpio
1. ↑  Hui, Ray (21 de junio de 2010). «James McSweeney to Appeal TUF 11 Finale Loss to Travis Browne». MMA Fighting. Consultado el 10 de agosto de 2012.
2. ↑  Marrocco, Steven (12 de julio de 2010). «James McSweeney decides against NSAC appeal, will focus on UFC 120 fight». MMAjunkie.com. Archivado desde el original el 10 de agosto de 2012. Consultado el 10 de agosto de 2012.
3. ↑  «James McSweeney Dropping to Light Heavyweight vs. Newcomer Tom Blackledge at UFC 120». MMAFrenzy.com. 12 de julio de 2010. Consultado el 10 de agosto de 2012.
4. ↑  «Fabio Maldonado in Against James McSweeney on UFC 120 Prelims». MMAFrenzy.com. 29 de septiembre de 2010. Consultado el 10 de agosto de 2012.
5. ↑  «James McSweeney (@mcsweeneymma) op Twitter». Twitter.com. Consultado el 10 de agosto de 2012.
6. ↑  Scrawled by MMAmadman (30 de abril de 2011). «CROWBAR MMA: SPRING BRAWL 2 RESULTS: Kiko France Submits James McSweeney in Fargo, Honchak and Maxwell Win - 4/29/11 | MMAmadman - UFC News MMA Blog Fight Rumors Odds Rankings Results Videos Strikeforce Bellator». MMAmadman. Archivado desde el original el 23 de agosto de 2012. Consultado el 10 de agosto de 2012.
7. ↑  «Bully's Fight Night II Play-by-Play | Top MMA News at». Topmmanews.com. 22 de julio de 2011. Consultado el 10 de agosto de 2012.
8. ↑  «SCC returns to Las Vegas on Nov 4th with 11 pro MMA bouts». Archivado desde el original el 12 de octubre de 2011. Consultado el 14 de septiembre de 2011.
9. ↑  «James McSweeney Replaces Marcus Sursa, Faces Paul Buentello in Legacy FC 22 Main Event». sherdog.com. 21 de julio de 2013. Consultado el 5 de agosto de 2013.
10. ↑  «Roger Gracie returns to light heavyweight, meets James McSweeney at One FC 23». mmafighting.com. 3 de noviembre de 2014.
11. ↑  «Towering heavyweight Michal Andryszak vs. James McSweeney added to next month's KSW 45 event in London». mmajunkie.com. 19 de septiembre de 2018.
12. ↑  «Thiago Silva moves to heavyweight, faces James McSweeney at KSW 45». mmajunkie.com. 14 de septiembre de 2018.
13. ↑  «Mix Fight Championship 26 Results». kickboxingz.com. 22 de junio de 2019. Archivado desde el original el 26 de junio de 2019.
14. ↑  «Plazibat making quick return at GLORY Collision 3». kickboxingz.com. 23 de septiembre de 2021.
15. ↑  Blaine Henry (8 de octubre de 2021). «Gokhan Saki Re-Signs With Glory Kickboxing, Joins Collision 3 Lineup». Sherdog.
16. ↑  «GLORY Collision 3 and GLORY 79 Results: Verhoeven Retains». Combat Press. 23 de octubre de 2021. Consultado el 25 de octubre de 2021.
17. ↑  «Glory Collision 3 Results». MMA Sucka. 23 de octubre de 2021. Consultado el 25 de octubre de 2021.
18. ↑  «COLLISION 3 AND GLORY 79 RESULTS». Glory Kickboxing. 24 de octubre de 2021. Consultado el 25 de octubre de 2021.
19. ↑  «Badr Hari returns against James McSweeney in GLORY 88 main event from Paris in September». MMA Fighting. 27 de mayo de 2023. Consultado el 23 de junio de 2023.
20. ↑  «Badr Hari Versus James McSweeney Headlines GLORY 88 in Paris, France on September 9». Beyond Kick. 28 de mayo de 2023. Consultado el 23 de junio de 2023.
21. ↑  «Glory 88 results & highlights: Badr Hari forfeits to James McSweeney». Bloody Elbow (en inglés). 9 de septiembre de 2023. Consultado el 10 de septiembre de 2023.

- Datos: Q6139572
- Multimedia: James McSweeney / Q6139572